# Rehnstoben
Rehnstoben war eine Sackgasse im Weichbild Neustadt der Stadt Braunschweig. Wie der unweit davon gelegene Nickelnkulk existiert die Straße heute nach völliger Zerstörung im Zweiten Weltkrieg nicht mehr.

## Etymologie
Die einst leicht nordwestlich von der Kaiserstraße und in Verlängerung der Reichsstraße abzweigende Sackgasse trug zwischen 1320 und 1561 die Bezeichnung die Kerbe (→ Abelnkarre im Weichbild Hagen). 1394 wurde die Gegend als de bomgarden, dat de kerne het, vor dem nyckerkulke (der Baumgarten, der ‚die Kerbe‘ heißt, vor dem Nickelnkulk) und 1426 als de garden, de geheten is de kerne (der Garten, der ‚die Kerbe‘ genannt wird) bezeichnet. 1520 verkaufte der Kämmerer Ludeke Peyne sein dort befindliches hus, rodenstoven unde garden genomet de kerne (Haus, Hopfendarre [stove bedeutet eigentlich Stube] und Garten, genannt ‚die Kerbe‘). 1542 wurde das Gebiet dann ausschließlich als rodenstoven bezeichnet.
Aus der Benennung Rodenstoven (für einen Trockenraum für Hopfen) wurde im Laufe der Jahrhunderte u. a. zunächst Röenstuben (1671), Rönestoben (1731) und Rennstobe (1753). Im Adreßbuch des Oker-Departments und der Stadt Braunschweig für das Jahr 1813 ist Rennstoben verzeichnet, aus dem 1850 schließlich dauerhaft Rehnstoben wurde.
Anton August Beck deutete die Benennung 1758 als von einer Rennbahn für Ritterspiele stammend, während Karl Scheller darin ein Rinnenbad zu erkennen glaubte.

## Geschichte

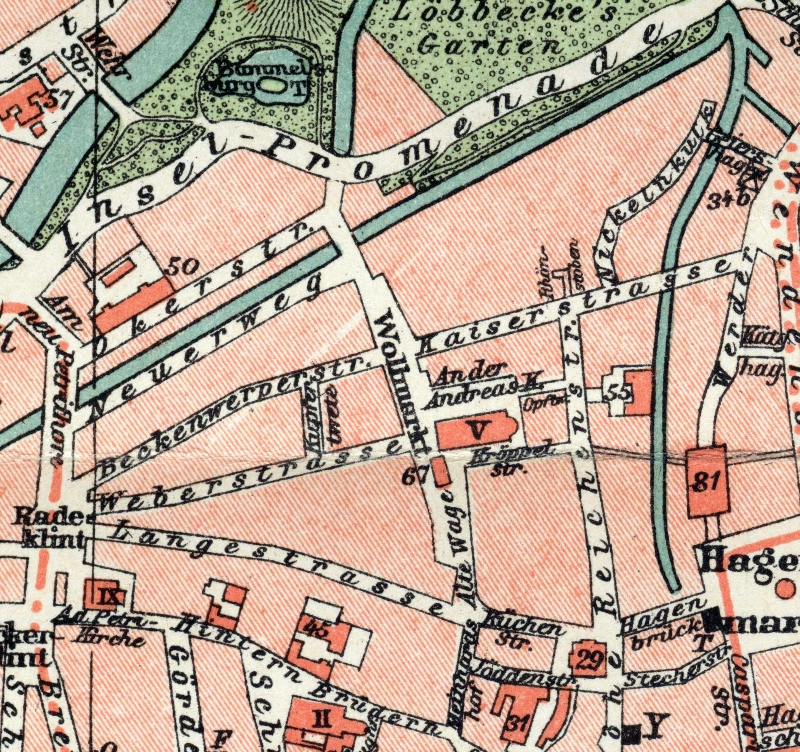
Ausschnitt aus dem Stadtplan von 1899: Rehnstoben befindet sich in der Verlängerung der Reichenstraße nach Norden und links neben dem nach Osten geschwungenen Nickelnkulk.

Die Gegend war nachweislich mindestens seit dem frühen 14. Jahrhundert bewohnt. Am oberen Ende lag ein Garten, der wiederum an seinem nördlichen Ende durch den Bosselgraben begrenzt wurde, der 1356 Conrad und Hans van der Molen gehörte. Der größte Teil dieses Gartens, der wohl zum Grundstück mit der Assekuranznummer 1237 am Nickelnkulk gehörte, wurde 1778 mit einem anderen Grundstück, auf dem dann Henry Litolffs Verlag entstand, zusammengelegt.
In der Sackgasse befanden sich wenige, schmucklose Fachwerkhäuser, in denen ärmere Bevölkerungsgruppen der Stadt lebten. Einige der Häuser mussten 1907 für einen Erweiterungsbau des expandierenden Litolff-Verlags Platz machen.

### Zweiter Weltkrieg, Zerstörung und Aufhebung
1940, im zweiten Jahr des Zweiten Weltkrieges, wurde im nordöstlichen Bereich des Rehnstoben einer der ersten sechs Luftschutzbunker errichtet. Der dreistöckige Stahlbeton-Baum mit Tiefgeschoss und für 610 Personen geplant, ist in großen Teilen noch heute vorhanden und wird von der Bundesvereinigung Lebenshilfe als Arbeitsgebäude genutzt. In Zusammenhang mit diesem Bunkerbau wurden unweit davon in der Kaiserstraße und der Okerstraße ebenfalls Großbunker errichtet, die noch heute erhalten sind (→ Bunker in Braunschweig).
Der größte Teil der fachwerkbebauten Neustadt rund um den Wollmarkt herum ging im mehrtägigen Feuersturm, der durch den verheerendsten Bombenangriff auf die Stadt am 15. Oktober 1944 ausgelöst worden war, unter – so auch der Rehnstoben.

### Nachkriegszeit
Aufgrund der totalen Zerstörung konnte der Rehnstoben, bis auf den Bunker, nicht mehr bewohnt, bzw. genutzt werden. Im Zuge des Bunkerumbaus und des Neubaus eines Lebenshilfe-Gebäudes auf der Ostseite, wurde der Straßenname schließlich aufgehoben. Heute trägt ihn lediglich ein Bistro in diesem Neubau zur Erinnerung den Namen „Rehnstoben“.

## Literatur

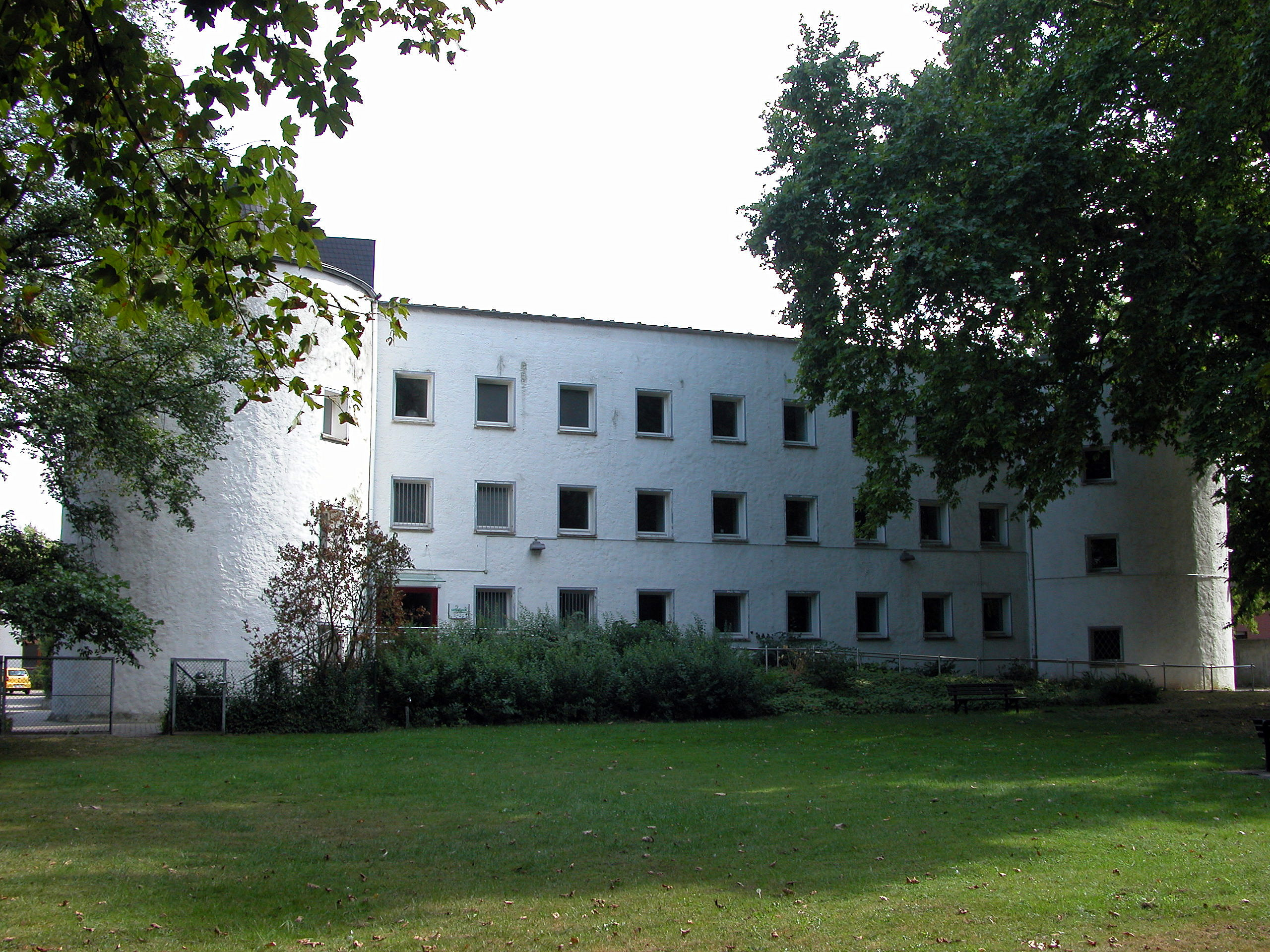
2006: Der ehemalige Bunker Inselwall/Bosselgraben